# 4-ヒドロキシマンデル酸シンターゼ
4-ヒドロキシマンデル酸シンターゼ（4-hydroxymandelate synthase）は、次の化学反応を触媒する酸化還元酵素である。
4-ヒドロキシフェニルピルビン酸 + O2 {\displaystyle \rightleftharpoons } 4-ヒドロキシマンデル酸 + CO2
反応式の通り、この酵素の基質は4-ヒドロキシフェニルピルビン酸とO2、生成物は4-ヒドロキシマンデル酸とCO2である。
組織名は4-hydroxyphenylpyruvate:oxygen oxidoreductase (decarboxylating)で、別名に4-hydroxyphenylpyruvate dioxygenase IIがある。